# Tona (ort)
Tona är en ort i Colombia.   Den ligger i departementet Santander, i den norra delen av landet, 300 km norr om huvudstaden Bogotá. Tona ligger 1 893 meter över havet och antalet invånare är 627.
Terrängen runt Tona är huvudsakligen bergig, men åt sydost är den kuperad. Tona ligger nere i en dal. Runt Tona är det glesbefolkat, med 20 invånare per kvadratkilometer. Närmaste större samhälle är Bucaramanga, 19,1 km sydväst om Tona. I omgivningarna runt Tona växer i huvudsak städsegrön lövskog.